# Heinz von Zobeltitz
Hans Heinz Karl Wilhelm Alexander von Zobeltitz (* 7. Februar 1890 in Berlin-Charlottenburg; † 29. Februar 1936 in Widdersberg bei Herrsching am Ammersee) war ein deutscher Maler und Zeichner.

## Leben
Heinz von Zobeltitz wurde nach der Schwester Fedora als Sohn in der ersten Ehe des Schriftstellers Fedor von Zobeltitz mit Klara Auguste Hackenthal (1857–1928), geboren. Die Ehe der Eltern wurde geschieden. Der Vater heiratete in zweiter Ehe die Kaufmannstochter Martha Tützer (1872–1949) aus Berlin; die Mutter ging mit dem Schriftsteller Ernst von Wolzogen ebenfalls eine zweite Ehe ein und übersiedelte mit ihm und dem Sohn 1892 nach München. Dort verstarb sie 1928 an den Folgen eines Verkehrsunfalls.
Heinz von Zobeltitz wechselte im Januar 1901 aus Privatunterricht an das Münchner Maximiliansgymnasium, wurde jedoch nicht versetzt und verließ die Schule wieder. Nach weiterer Schulbildung, unter anderem im Landerziehungsheim Lietz in Haubinda (Thüringen) und seit 1906 in der Freien Schulgemeinde Wickersdorf (Thüringen), ging er an die Großherzoglich-Sächsische Kunstschule Weimar. Anschließend besuchte er die 1908 von dem Maler Paul-Elie Ranson, dessen Frau Marie-France Rousseau und Paul Sérusier gegründete „Académie Ranson“ in Paris und schließlich die private Schule des Malers Moritz Heymann in München.
Zu Ende des Ersten Weltkriegs, im Oktober 1918, fand im niederschlesischen Namslau die Hochzeit mit der Miniaturmalerin und Kunstwirkerin Erna Haselbach statt. Das Paar bezog ein freistehendes Haus mit Atelier in Widdersberg bei Herrsching am Ammersee, das im Auftrag der Mutter 1913 errichtet worden war. Zum Freundeskreis in Widdersberg gehörten Fritz H. Ehmcke, Professor an der Kunstgewerbeschule in München und dessen Sohn, der spätere Architekt Caspar Ehmcke sowie die benachbart wohnende Schriftstellerin Helene Böhlau. Zeitweise hielt sich auch der Schriftsteller Johann Luzian in Widdersberg auf, bevor er 1936 über Paraguay nach Argentinien auswanderte. In einer nicht veröffentlichten Erzählung (1936) und dem 1945 in Buenos Aires erschienenen Roman Der ungläubige Thomas hat er das Zobeltitz-Haus und seine Bewohner literarisch verewigt. Heinz von Zobeltitz erkrankte an Krebs und verstarb in Widdersberg. Seinen Grabstein, dessen Verbleib unbekannt ist, entwarf Fritz H. Ehmcke. Da die Ehe kinderlos geblieben war, starb mit Heinz von Zobeltitz die Linie Zobeltitz-Spiegelberg aus.

## Werk
Weitgehend unbekannt ist das künstlerische Werk des Malers. Ein Aquarell Waldinneres und ein Gemälde Bauernhof am Waldrand in abendlicher Stimmung, 2002 und 2009 in Kunstauktionen angeboten, weisen Heinz von Zobeltitz als Landschaftsmaler aus.